# Psilocymbium lineatum
Psilocymbium lineatum är en spindelart som först beskrevs av Alfred Frank Millidge 1991.  Psilocymbium lineatum ingår i släktet Psilocymbium och familjen täckvävarspindlar. Inga underarter finns listade i Catalogue of Life.